# Keri (sziget)
Keri (svédül: Kockskär, oroszul: Kokser, cirill betűkkel: Кокшер) Észtországhoz tartozó sziget a Balti-tengeren. Az Észtország északi tengerpartja mentén végigihúzódó, a Finn-öbölben található szigetvilághoz tartozik. A hozzá legközelebb eső sziget a Prangli sziget, amely Keritől 9 km-re délre helyezkedik el. Az északnyugatról délnyugati irányba elnyúló sziget hossza 427 m, legnagyobb szélessége 213 m. A sziget közigazgatásilag Harju megye Vimsi községéhez tartozik. A szigeten az 1700-as évek eleje óta világítótorony működik. A terület lakatlan, a világítótornyon kívül csak néhány kiszolgáló épület található a szigeten.

## Története
A fontos hajózási útvonal mentén fekvő, akkor Svédországhoz tartozó sziget első említése 1623-ból való. A nagy északi háború során, 1718-ban a svédektől Oroszország foglalta el. 1719-ben Nagy Péter parancsára a szigeten világítótornyot építettek. Az 1721-es nystadi béke nyomán a sziget hivatalosan is az Orosz Birodalom fennhatósága alá került.
A világítótornyot egy vihar 1802-ben megrongálta, ezért 1802–1803-ban Leontyij Szpafarjev tervei alapján új világítótornyot építettek. A torony alapzata kőből készült, a felépítmény fából. A fényt olajlámpa biztosította. A világítótornyot 1858-ban modernizálták, akkor a torony fa felépítményt fémszerkezetűre cserélték. A torony az akkori kialakításának megfelelő formában látható napjainkban is.
A szigeten fúrt kútból 1902-ben földgáz tört fel, amely meggyulladt. A földgázt 1906-tól kezdték használni. ezzel fűtötték a szigeten található épületeket és ezt használták a világítótoronyban is. A szeizmikus mozgások miatt a gázkitermelés 1912-ben megszűnt. Ez idő alatt a Keri sziget világítótornya volt a világ egyetlen földgáz üzemű világítótornya.
A sziget 1920-ban a függetlenné vált Észtország, majd Észtország 1940. szeptemberi szovjet szovjet megszállása után a Szovjetunió része lett. Az Észtország szovjet megszállását megelőző egyik incidens, melynek során két MBR–2 repülő csónak lelőtte a Kaleva nevű, diplomáciai postát szállító finn Ju 52 utasszállító repülőgépet, a Keri sziget közelében történt. (Erre a szigeten egy emlékmű emlékeztet.) A második világháború alatt német fennhatóság alatt volt.
A sziget napjainkban az 1991-ben a szovjet megszállás alól felszabadult, ismét függetlenné vált Észtországhoz tartozik.
A sziget lakosságát korábban a világítótorony kiszolgáló személyzete alkotta. 2007-ben, miután a világítótornyot teljesen automatikus üzeműre állították át, ők is elhagyták a szigetet, amely azóta lakatlan. A világítótorony energiaellátását napjainkban szélturbina és napelem biztosítja.

## Képek

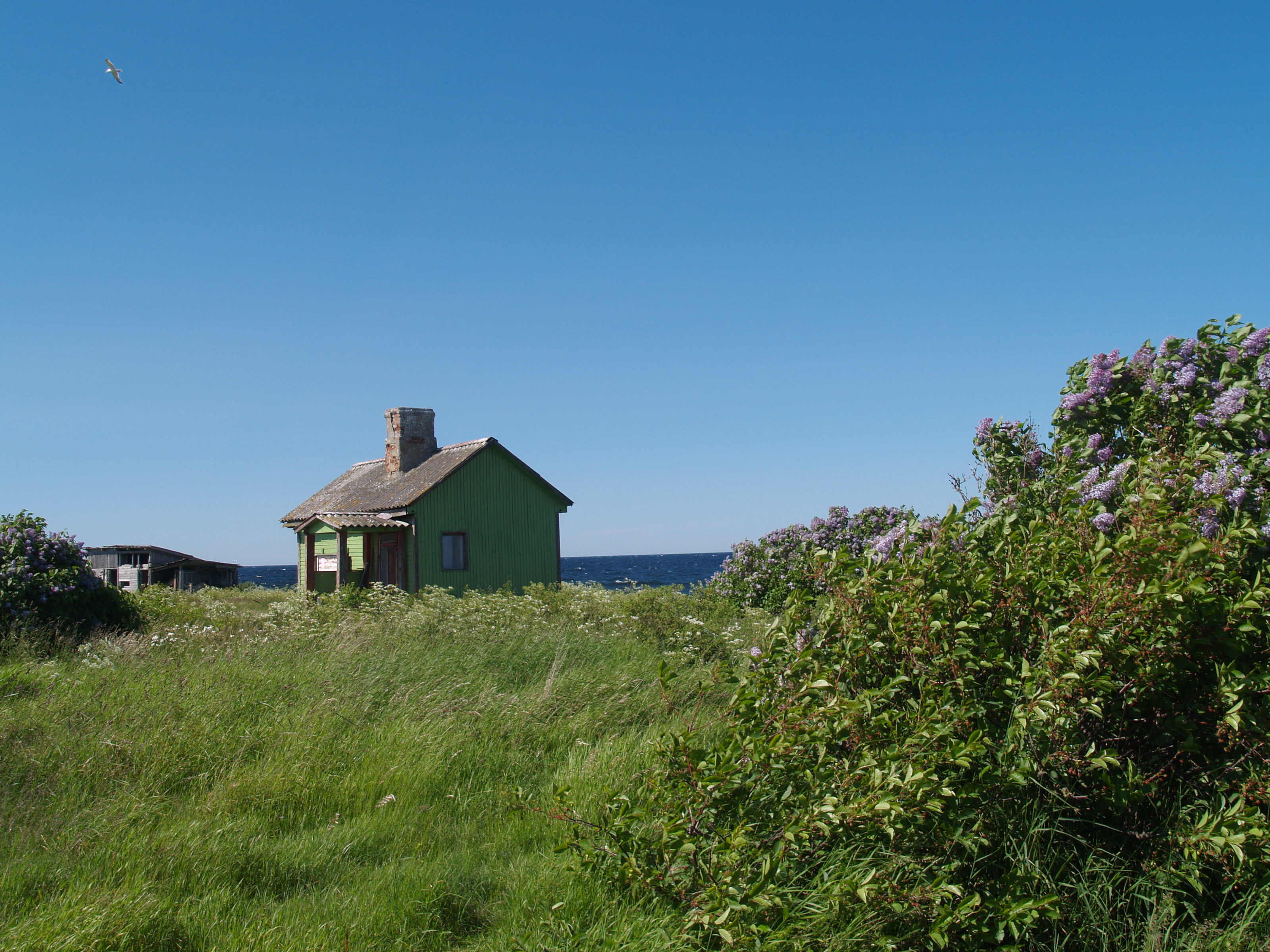
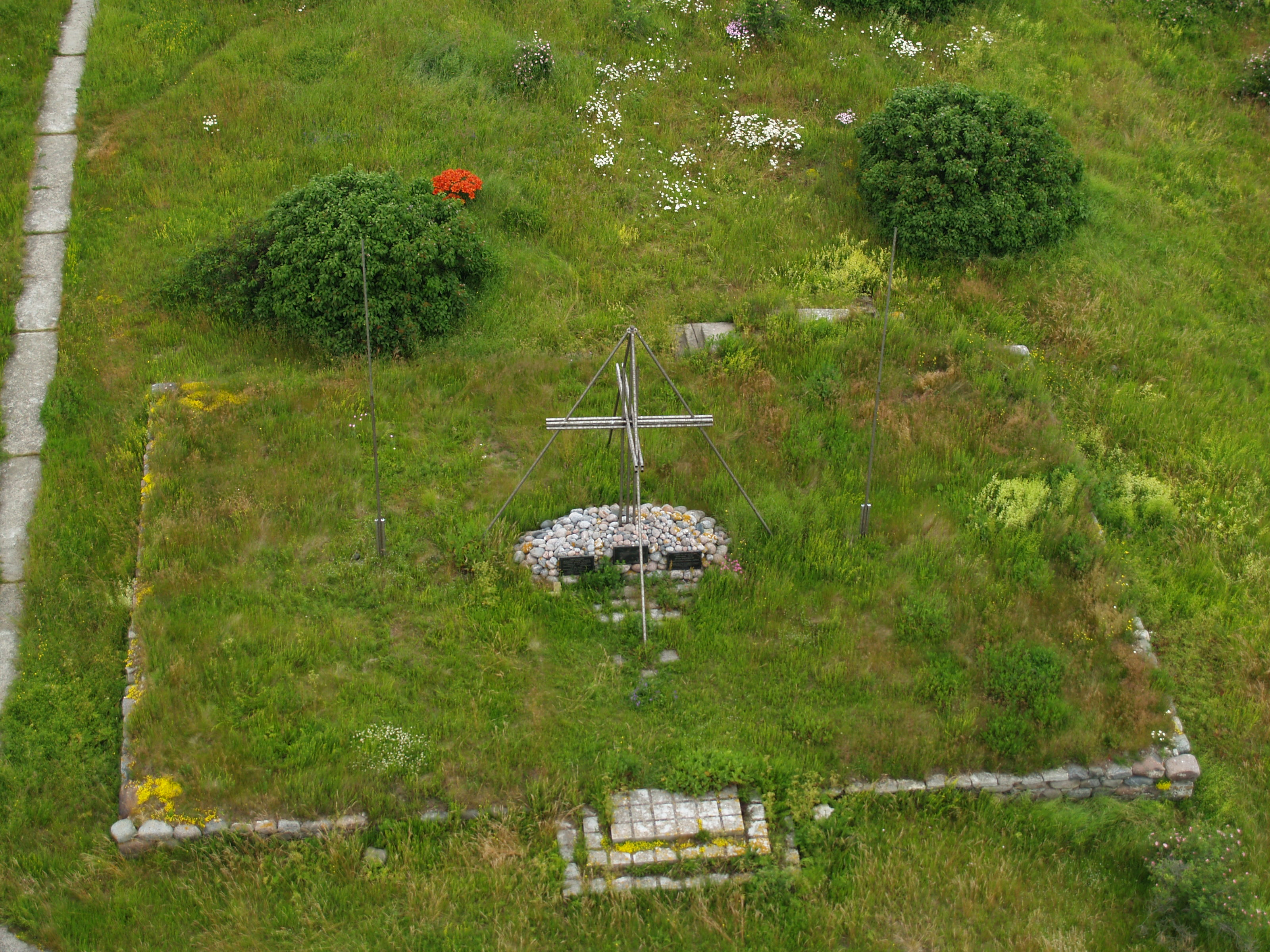
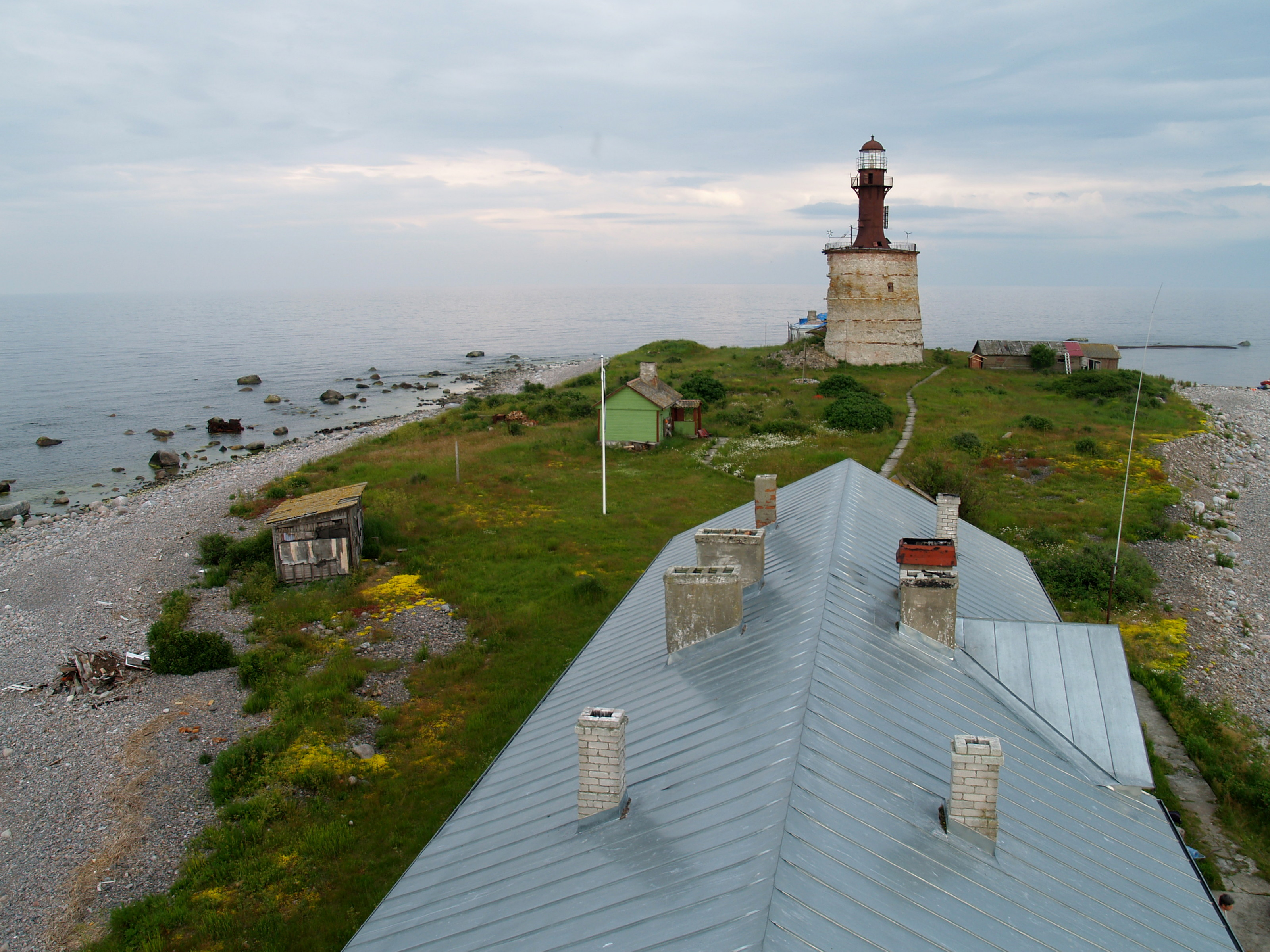
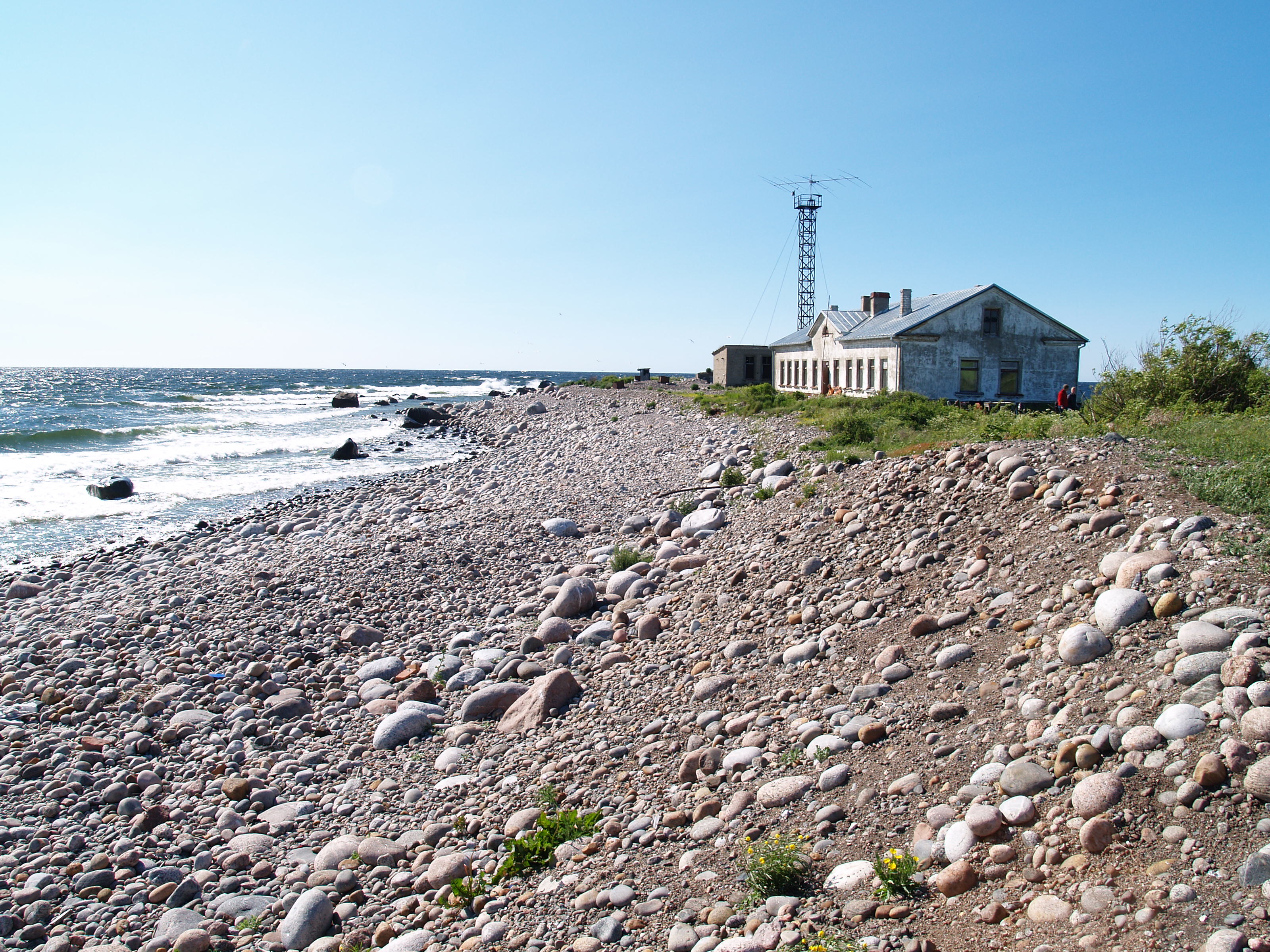

## Külső hivatkozások
- A Keri sziget a watersport.ee oldalán
- Az észak-észt parti síkság és a Finn-öböl
- A szigeten elhelyezett webkamera